# Simulium ledongense
Simulium ledongense är en tvåvingeart som beskrevs av Yang och Chen 2001. Simulium ledongense ingår i släktet Simulium och familjen knott.
Artens utbredningsområde är Hainan (Kina). Inga underarter finns listade i Catalogue of Life.